# Speocera bawangling
Espèce
Speocera bawangling est une espèce d'araignées aranéomorphes de la famille des Ochyroceratidae.

## Distribution
Cette espèce est endémique de Hainan en Chine. Elle se rencontre dans la réserve naturelle de Bawangling dans le xian de Changjiang.

## Description
Le mâle holotype mesure 1,03 mm et la femelle paratype 1,13 mm.

## Étymologie
Son nom d'espèce lui a été donné en référence au lieu de sa découverte, la réserve naturelle de Bawangling.

## Publication originale
- Tong, Li, Song, Chen & Li, 2019 : Thirty-two new species of the genus Speocera Berland, 1914 (Araneae: Ochyroceratidae) from China, Madagascar and Southeast Asia. Zoological Systematics, vol. 44, no 1, p. 1-75 (texte intégral).